# Magic Symphony
Magic Symphony (Sinfonía Mágica, es español) es el primer sencillo del tercer álbum de Blue System, Twilight. Es publicado en 1989 por Hanseatic M.V. y distribuido por BMG. La letra, música, arreglos y producción pertenecen a Dieter Bohlen. La coproducción estuvo a cargo de Luis Rodríguez.
Ese mismo año se publicó otro sencillo con dos versiones remix donde participó Dave Ford como productor adicional.

## Sencillos
7" Single Hansa 112 664, 1989
1. Magic Symphony			3:35
2. Magic Symphony (Instrumental)	3:35

12" Maxi Hansa 612 664,	1989
1. Magic Symphony (Long Version)	5:31
2. Magic Symphony (Radio Version)	3:35
3. Magic Symphony (Instrumental)	3:35

CD Single Hansa 662 664,	1989
1. Magic Symphony (Long Version)	5:31
2. Magic Symphony (Radio Version)	3:35
3. Magic Symphony (Instrumental)	3:35

CD Single Hansa 663 374,	1989
1. Magic Symphony (7") 	3:35
2. Magic Symphony (Fun Mix) 	7:01
3. Magic Symphony (Power Mix) 	7:19

## Charts
El sencillo permaneció 21 semanas en el chart alemán desde el 18 de septiembre de 1989 hasta el 11 de febrero de 1990. Alcanzó el #10 como máxima posición.
| Chart (1989) | Máxima posición |
| ------------ | --------------- |
| Alemania     | 10              |
| Austria      | 23              |
| Suiza        | 21              |

## Créditos
- Composición - Dieter Bohlen
- Productor, arreglos - Dieter Bohlen
- Coproductor - Luis Rodríguez
- Fotografía - Martin Becker
- Diseño - Ariola-Studios
- Remix - Dave Ford